# 驯象所
驯象所，又称象房、象所，是中国明清时期在北京饲养大象的地方，位于宣武门内西城根，始建于明弘治八年。数量最多时（乾隆五十八年），有象房42间，大象39头。
在清朝时期，驯象所由一名满族官员掌管驯象所的印信，官职为冠军使；东司和西司的印信由两名满族官员掌管，官职为云麾使；一名满族的云麾使担任闲职；一名汉军八旗人士担任云麾使；治仪正由两名满族官员和两名汉军官员担任；整仪尉由两名满族官员担任。这些官员负责管理仪仗队、骑驾、卤簿、铙歌以及前方大乐队。